# Sukaraja P.Rimau
Sukaraja P.Rimau is een bestuurslaag in het regentschap Banyuasin van de provincie Zuid-Sumatra, Indonesië. Sukaraja P.Rimau telt 1563 inwoners (volkstelling 2010).